# Lasioptera parva
Lasioptera parva är en tvåvingeart som först beskrevs av Walker 1848.  Lasioptera parva ingår i släktet Lasioptera och familjen gallmyggor.
Artens utbredningsområde är Ontario. Inga underarter finns listade i Catalogue of Life.